# Psittirostre de Palmer
Rhodacanthis palmeri
 (mars 2025).
La mise en forme du texte ne suit pas les recommandations de Wikipédia : il faut le « wikifier ».
Les points d'amélioration suivants sont les cas les plus fréquents. Le détail des points à revoir est peut-être précisé sur la page de discussion.
- Les titres sont pré-formatés par le logiciel. Ils ne sont ni en capitales, ni en gras.
- Le texte ne doit pas être écrit en capitales (les noms de famille non plus), ni en gras, ni en italique, ni en « petit »…
- Le gras n'est utilisé que pour surligner le titre de l'article dans l'introduction, une seule fois.
- L'italique est rarement utilisé : mots en langue étrangère, titres d'œuvres, noms de bateaux, etc.
- Les citations ne sont pas en italique mais en corps de texte normal. Elles sont entourées par des guillemets français : « et ».
- Les listes à puces sont à éviter, des paragraphes rédigés étant largement préférés. Les tableaux sont à réserver à la présentation de données structurées (résultats, etc.).
- Les appels de note de bas de page (petits chiffres en exposant, introduits par l'outil «  Source ») sont à placer entre la fin de phrase et le point final[comme ça].
- Les liens internes (vers d'autres articles de Wikipédia) sont à choisir avec parcimonie. Créez des liens vers des articles approfondissant le sujet. Les termes génériques sans rapport avec le sujet sont à éviter, ainsi que les répétitions de liens vers un même terme.
- Les liens externes sont à placer uniquement dans une section « Liens externes », à la fin de l'article. Ces liens sont à choisir avec parcimonie suivant les règles définies. Si un lien sert de source à l'article, son insertion dans le texte est à faire par les notes de bas de page.
- La présentation des références doit suivre les conventions bibliographiques. Il est recommandé d'utiliser les modèles {{Ouvrage}}, {{Chapitre}}, {{Article}}, {{Lien web}} et/ou {{Bibliographie}}. Le mode d'édition visuel peut mettre en forme automatiquement les références.
- Insérer une infobox (cadre d'informations à droite) n'est pas obligatoire pour parachever la mise en page.

Pour une aide détaillée, merci de consulter Aide:Wikification.
Si vous pensez que ces points ont été résolus, vous pouvez retirer ce bandeau et améliorer la mise en forme d'un autre article.
Espèce
Statut de conservation UICN

 EX  : Éteint
Le Psittirostre de Palmer est une espèce disparue de passereau d'Hawaï endémique de la forêt Koa, vers 1 000 m d'altitude. Des explorateurs le considéraient, au XIXe siècle, comme commun. Le dernier spécimen est vu en 1896. Dix ans plus tard, il a totalement disparu. Des spécimens se trouvent dans les muséums de Cambridge, d'Harvard, de Londres, de New York et de Philadelphie.

## Distribution
Le site historique se trouve au nord et au sud de Puu Lehua dans le secteur de Kona à Hawaï d’où provient la plupart des spécimens. Palmer avait collecté deux individus sur le Mauna Kea et Perkins avait observé plusieurs spécimens sur le Mauna Loa.

## Découverte, historique
Palmer découvre cette espèce le 26 septembre 1891 à Puu Lehua dans le district de Kona à Hawaï. Perkins collecte plusieurs spécimens en 1896 et, depuis cette date, plus aucun individu n’a été revu malgré d’intenses recherches de la part de biologistes du National Park Service depuis 1906. Un guide, W. R. Donaghho, signala à Munro (1960) qu’il avait entendu des sifflements provenant probablement d’un groupe de psittirostres grand koas près du parc national d’Hawaï pendant l’été 1937.

## Habitat
Le psittirostre grand koa était inféodé aux forêts et aux boisements d’acacias koas Acacia koa entre 900 et 1200 m d’altitude (Pratt 2005). 

## Alimentation
Le psittirostre de Palmer (ou grand koa) se nourrissait principalement de graines d’acacia koa et, secondairement, de Dodonaea viscosa, sapindacée. Concernant l’acacia koa, il consommait les cosses entières encore vertes, par petits morceaux, ou seulement les graines. D’après Berger & Meise (1975), il mangeait aussi les fruits du mamane qu’il extrayait de leur cosse sèche, le bruissement qu’il provoquait alors s’entendait d’assez loin. Suivant Perkins (1903), il consommait, de façon saisonnière, des chenilles qu’il collectait sur des arbres plus petits comme des naïos. Les jeunes étaient nourris, par les deux parents, de morceaux de cosses d’acacia koa.

## Comportement alimentaire
Munro (1960) rapporte que le psittirostre grand koa s’accrochait parfois, la tête en bas, pour atteindre et ouvrir des gousses d’acacia koa. D’anciennes gousses ouvertes jonchant le sol témoignaient de son passage. Son estomac était rempli de ces grosses graines concassées par son bec tranchant. Olson (1999) pense que la variation saisonnière d’altitudes (900 m – 1200 m) est une réponse biologique à la disponibilité de la nourriture.

## Voix
Palmer (in Rothschild 1893-1900) avait décrit un sifflement composé de deux ou trois notes basses, descendantes et avec un accent mélancolique. Perkins (1903) avait qualifié le chant de complètement différent de celui de tout autre oiseau d’Hawaï, comportant quatre à six notes claires, sifflées et prolongées mais variables selon les individus. Munro (1960) ajoutait que les sifflements sonores qui émanaient des grands acacias koas avaient parfois un effet ventriloque et trahissaient sa présence. Le chant, composé d’une série de notes sifflées et flûtées, suivies de notes plus étirées, résonnait à travers la forêt. D’autres auteurs avaient déjà évoqué cet effet ventriloque et le fait que les deux sexes répondaient bien à l’imitation de leurs cris par l’homme (Rothschild 1893-1900, Perkins 1903).

## Biologie de reproduction
La parade nuptiale est inconnue et la biologie de reproduction découle de simples suppositions. Le lien du couple semblait fort car Perkins (1893), après avoir capturé un mâle, avait observé une femelle l’appelant avec insistance pendant au moins cinq minutes. Olson (1999) déduit que les œufs devaient être pondus au printemps et les jeunes, autonomes au bout d’un peu plus d’un mois, se manifestaient entre juillet et octobre. Perkins (1903) avait observé un mâle récoltant, sur le sol, des matériaux de nidification pour les emporter au sommet d’un acacia koa. Plus tard dans la saison, plusieurs nids apparaissaient dans la couronne de grands acacias à mesure que les chenilles dévoraient les feuilles.

## Statut, disparition
L’espèce est éteinte car elle n’a pas été revue depuis 1896. Les causes de sa disparition ne sont pas formellement connues mais la destruction de son habitat et l’introduction de la malaria aviaire semblent bien responsables de son extinction (BirdLife International 2015). Il existe 65 spécimens (Banko 1979) répartis dans les muséums de Cambridge, Harvard, New York, Philadelphie, Tring et Paris (Hume & Walters 2012).